# Scotoleon singularis
Scotoleon singularis är en insektsart som först beskrevs av Philip J. Currie 1903.  Scotoleon singularis ingår i släktet Scotoleon och familjen myrlejonsländor. Inga underarter finns listade i Catalogue of Life.